# وسواس فکری
وسواس فکری عبارت است از هیجان، تفکّر یا تکانه‌ای که مکرّراً و مصرّانه برخلاف میل شخص خود را وارد ضمیر هشیار او می‌کند. این افکار، تکانه‌ها یا تصاویر ذهنی، به‌طور دائم و مقاوم برای شخص به‌طور غیرارادی اتّفاق افتاده و ناراحتی و اضطراب بارزی را در او برمی‌انگیزد. وسواس فکری یکی از علائم اصلی بیماری روانی اختلال وسواسی جبری به‌شمار می‌رود.
معمولاً شخص بیمار می‌کوشد آن‌ها را نادیده گرفته و از ذهن خود بیرون کند یا با عمل و فکر دیگری خنثیٰ کند و البتّه آگاهی دارد که این پدیده‌های مزاحم، حاصل ذهن خود او هستند.

## علت بیماری وسواس فکری
علل بیولوژیک یا ژنتیک، علل محیطی نظیر محیط پراسترس و علل برهم خوردن تعادل هورمون‌های نوروترانسمیتر مغزی، از عوامل بروز این بیماری هستند. افکار وسواسی معمولاً در سه دسته قرار می‌گیرند:
- افکار بی‌مورد پرخاشگرانه[۸]
- افکار بی‌مورد جنسی[۹]
- افکار کفرآمیز

## نمونه‌ها
- ترس از میکروب و کثیفی
- اهمّیّت زیاد به نظم، دقّت و درستی
- نگرانی از اینکه کاری به خوبی انجام نشده باشد، حتّیٰ وقتی فرد می‌داند که این مسئله صحّت ندارد
- ترس از افکار شیطانی و گناهکارانه
- فکر کردن تمام مدّت در مورد یک صدا، تصویر، کلمه یا عددی به خصوص
- نیاز به اطمینان مجدّد
- ترس از صدمه زدن به یکی از اعضای خانواده یا یکی از دوستان
- زیاده روی در مطالعه مکرر یک مطلب درسی برای یادگیری (وسواس مطالعه)

## درمان
وسواس فکری مربوط به نگرانی از آسیب زدن به خود یا دیگران هیچ‌گاه نمی‌تواند به تنهایی موجب شود که فرد رفتارهای آسیب‌رسان را انجام دهد؛ حتّیٰ می‌توان گفت بیمار در چنین شرایطی بیش‌تر از افراد عادّی نگران سلامت خود و عزیزان خود است و هیچوقت افکار خود را عملی نخواهد کرد؛ بنابراین این بیماران در دستهٔ بیماران خطرناک طبقه‌بندی نمی‌شوند و درمان باید بر بهبود حالات روحی خود بیمار متمرکز باشد؛ مگر آنکه بیماری زمینه‌ای دیگر مانند روان‌پریشی داشته باشد. درمان آن با داروهایی نظیر فلوکستین و پاروکسیتین و سیتالوپرام و کلومیپرامین و سرترالین که همگی هورمون سروتونین مغز را بالا می‌برند، انجام می‌شود و نیز روش‌های رفتار درمانی برای درمان این بیماری مؤثر است.

### کتابشناسی
- هارولد کاپلان و بنیامین سادوک، چکیده روان‌پزشکی بالینی، نصرت‌الله پورافکاری، سوم پائیز ۱۳۷۷، تهران: آزاده، شابک ‎۹۶۴-۹۰۰۵۳-۲-۳

- Baer, Lee (2001). The Imp of the Mind: Exploring the Silent Epidemic of Obsessive Bad Thoughts. New York: Dutton. ISBN 978-0-525-94562-8.